# 다나카 지로
다나카 지로(일본어: 田中二郞, 1906년 7월 14일 ~ 1982년 1월 16일)는 일본 효고현 출신의 법학자이다. 전문은 행정법과 조세법. 1964년~1973년 최고재판소 판사를 지냈다. 미노베 다쓰키치의 제자이다. 1976년 일본학사원회원, 1980년 일본 문화공로자.

## 약력
•구제 고베 제1중학교(나중의 효고 현립 고베 고등학교) 졸
•구제 제5고등학교(나중의 구마모토대학) 졸
•1929년 동경제국대학 법학부 정치학과 졸업
•1928년 고등문관시험 행정과시험 합격
•1929년 동경제국대학 법학부 조수
•1931년 동경제국대학 법학부 조교수
•1941년 동경제국대학 법학부 행정법 제2강좌 교수
•1959년 동경대학 법학부장(1961년까지)· 행정법 제1강좌 교수
•1962년 법학박사(동경대학)(학위논문《행정법총론》)
•1964년 일본 최고재판소 판사(1973년까지)
•1967년 동경대학 명예교수
•1974년 변호사 등록

## 인물
전쟁때부터 쇼와 30년대까지 일본의 행정법학을 선도한 학자이며, 미노베 다쓰키치가 세운 자유주의적인 행정법이론을 계승 발전시킨 그의 학설은 기본 법전이없는 행정법이라는 분야에서 통칙으로서의 기능을 완수했다. 또한 문하에 유력한 행정법학자를 다수 배출하고 있으며, 최고재판소 판사를 지낸 후지타 도키야쓰(토호쿠 대학 명예교수)도 그 중 한 사람이다. 그의 주저(主著) "행정법 (상) (중) (하)"(弘文堂)는 공무원시험·사법시험의 기본서로 오랫동안 이용되어 행정법에 관한 "통설"역할을 해왔다.
아내는 상법학자로 동경제국대학 교수와 제국학술원 원장 등을 역임한 오카노 케이지로의 딸이다. 둘 사이에 둔 딸은 행정법학자인 동경대학 명예교수 시오노 히로시와 결혼하였다.

## 학설
"악덕의 번영" 사건에서 상대적 음란개념의 관점에서 요코타 마사토시 등과 함께 다수의견에 반대하여, 무죄를 주장했다.
매춘부에 대폭적인 행동의 자유를 인정하는 매춘숙을 운영하고 있던 사람이, 매춘방지법 제12조의 위배로 기소되어 관리매춘의 정의(定義)가 다투어진 사건에서, 다수의견에 반하여 한 명만 관리매춘의 성립을 부정해, 법정형의 경한 통상의 매춘조장행위의 죄로 처벌해야 한다고 논했다.

## 주요저서
《新版 行政法上巻 全訂第2版》（弘文堂、1974年） ISBN 4-335-30003-4
《新版 行政法中巻 全訂第2版》（弘文堂、1976年） ISBN 4-335-30004-2
《新版 行政法下巻 全訂第2版》（弘文堂、1983年）
《行政法総論》（有斐閣法律学全集、1957年） ISBN 4-641-00506-0
《租税法〔第3版〕》（有斐閣法律学全集、1990年） ISBN 4-641-90147-3